# ケリー統監
ケリー統監（ケリーとうかん、英語: Lord Lieutenant of Kerry）は、イギリスの官職。統監の1つで、ケリー県を担当する。1831年首席治安判事（アイルランド）法（Custos Rotulorum (Ireland) Act 1831）により、Governor職を置き換える形で設立され、ケリー首席治安判事も兼任する。1922年に建国したアイルランド自由国では統監が任命されなくなったが、法律自体は残り、1983年制定法整理法で正式に廃止された。

## 一覧
- 1831年10月7日 – 1853年10月31日：第2代ケンメア伯爵ヴァレンタイン・ブラウン[3]
- 1853年11月22日 – 1866年2月26日：ヘンリー・アーサー・ハーバート（英語版）[3]
- 1866年3月24日 – 1905年2月9日：カースルロス子爵ヴァレンタイン・ブラウン（英語版）（のち第4代ケンメア伯爵）[3]
- 1905年5月4日 – 1922年：第5代ケンメア伯爵ヴァレンタイン・ブラウン（英語版）[3]